# Monotonitási kritérium

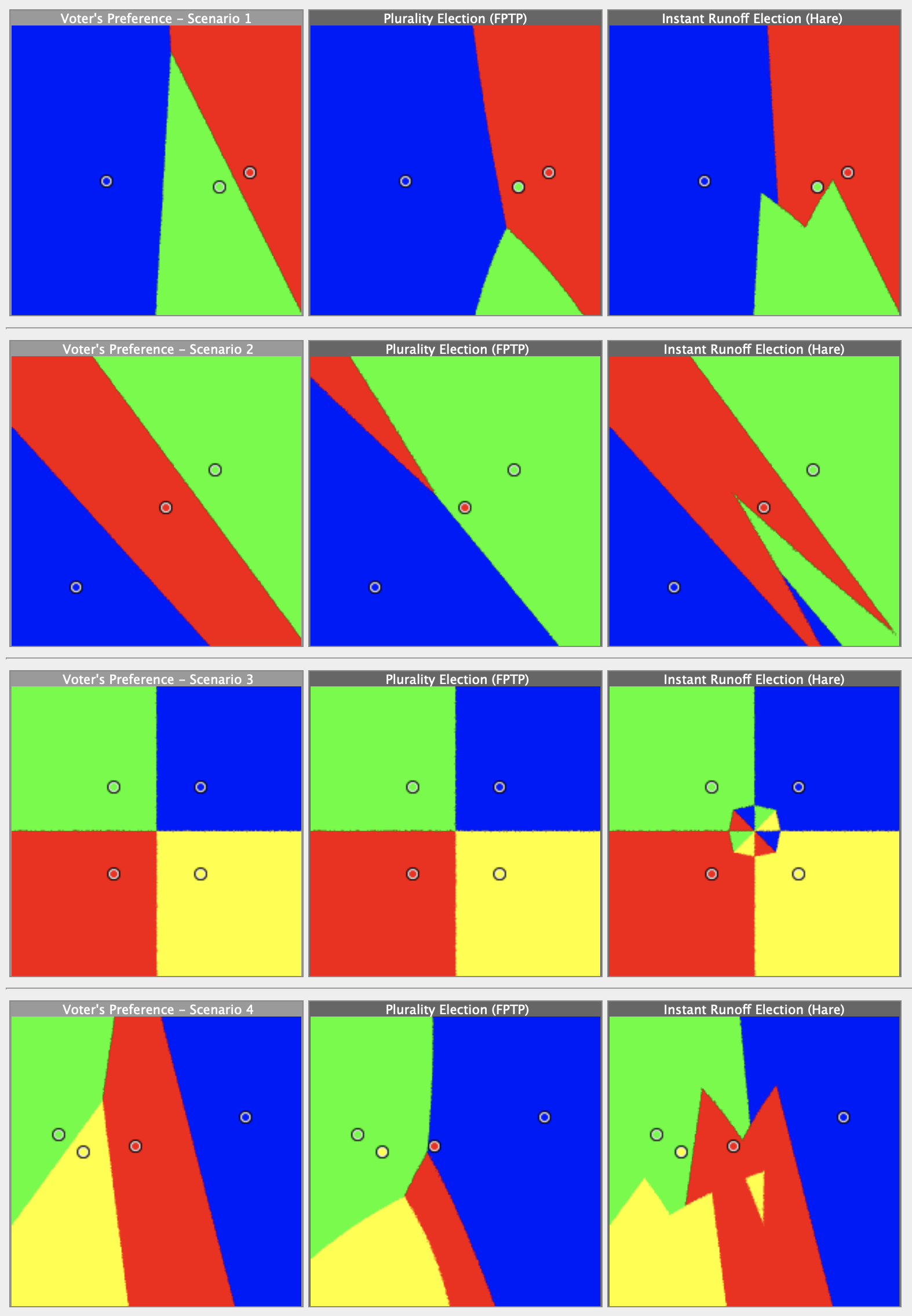
Vizuális példák a monotonitásra különböző szavazási rendszerekben. A színes területek az egyes rendszerekben a győztesnek felelnek meg, amikor a szavazók véleménye a jelöltek felé vagy a jelöltektől el tolódik (pontokkal jelölve). A monoton rendszerekben a színes területek konvex alakúak, és a közvélemény eltolódása valamelyik jelölt pont felé vagy kiválasztja azt a jelöltet, vagy nincs hatással az eredményekre. A nem monoton rendszerekben a színes területek konkávok vagy nem egybefüggők lehetnek.

A monotonitási kritérium egy szavazási rendszerek összehasonlítására alkalmas feltétel, amelyet mind az egy-, mind a többgyőzteses preferenciális szavazási rendszerek értékelésére használnak. Egy preferenciális szavazási rendszer monoton, ha a következők egyike sem lehetséges:
- ha egy megválasztott jelöltet néhány szavazólapon magasabbra rangsoroltak volna, akkor nem lenne megválasztva (miközben a többi szavazólapon semmi nem módosul);
- ha egy nem megválasztott jelöltet néhány szavazólapon lejjebb rangsoroltak volna, akkor meg lenne választva (miközben a többi szavazólapon semmi nem módosul).[1]

Vagyis a kritérium akkor teljesül, ha az egygyőzteses választásokon a győztesnek nem árthat, ha egyes szavazók magasabban rangsorolják, és a vesztese(ke)n sem segít, ha egyes szavazók lejjebb minősítik őket.

## Fordítás
Ez a szócikk részben vagy egészben  a   Monotonicity criterion című angol Wikipédia-szócikk fordításán alapul.  Az eredeti cikk szerkesztőit annak laptörténete sorolja fel. Ez a jelzés csupán a megfogalmazás eredetét és a szerzői jogokat jelzi, nem szolgál a cikkben szereplő információk forrásmegjelöléseként.